# 龙须塘街道
龙须塘街道，是中华人民共和国湖南省邵陽市双清区下辖的一个乡镇级行政单位。

## 行政区划
龙须塘街道下辖以下地区：
五井塘社区、新华社区、石家园社区、龙须塘社区、珠溪社区、白云社区、洋溪社区、兴建社区和雍翠社区。